# 幕府山街道
幕府山街道，是中国江苏省南京市鼓楼区下辖的一个街道办事处（乡镇级行政单位），以幕府山为名。

## 行政区划
幕府山街道下辖以下地区：
云谷山庄社区、北崮山社区、五塘村社区、白云社区、五塘一段社区、五塘二段社区、五佰村社区和盛世花园社区。